# Rival Schools: United by Fate
Rival Schools: United by Fate (私立ジャスティス学園 LEGION OF HEROES, Shiritsu Justice Gakuen: Legion of Heroes) est un jeu vidéo de  combat développé et édité par Capcom en novembre 1997 sur système d'arcade ZN-2. Il a été porté sur PlayStation en 1998,.
Il est suivi par Project Justice: Rival Schools 2, sorti sur borne d'arcade Naomi en 2000 et porté sur Dreamcast la même année.

## Système de jeu
La série Rival Schools est une série de jeux de combat en 3D, elle se distingue par un univers totalement déjanté prenant pour cadre le milieu scolaire. Le jeu met en scène 5 lycées : la Taiyo High School, la  Gorin High School, la Pacific High School, la Gedo High School et la Justice High School.

## Histoire
Des disparitions et des événements étranges ont eu lieu dans plusieurs lycées de la ville, de plus il semble que ces actes ont été faits pour défier le système scolaire. Une organisation du crime ? Un complot de l'administration scolaire ? Des agents étrangers ? Plusieurs élèves vont décider de mener l'enquête afin de trouver le ou les coupables.

## Shiritsu Justice Gakuen: Nekketsu Seisyun Nikki 2
Shiritsu Justice Gakuen: Nekketsu Seisyun Nikki 2 est une extension de Rival School : united by fate. Deux nouveaux personnages font leur apparition, Ran et Nagare, ainsi que plusieurs mini-jeux, une galerie d'image et la possibilité de créer son personnage. En Europe était disponible avec United by Fate un second CD appelé Evolution qui implémentait beaucoup des bonus disponibles dans Shiritsu Justice Gakuen: Nekketsu Seisyun Nikki 2.

## Personnages
(★ -- personnage caché)
| Taiyo High School | Gorin High School | Gedo High School                             | Pacific High School                      | Justice High School                                       | Tamagawa Minami High School |
| --- | --- | -------------------------------------------- | ---------------------------------------- | --------------------------------------------------------- | --------------------------- |
| Batsu Ichimonji Hinata Wakaba Kyosuke Kagami Hayato Nekketsu ★ Ran Hibiki (seulement dans Shiritsu Justice Gakuen: Nekketsu Seisyun Nikki 2) | Shoma Sawamura Natsu Ayuhara Roberto Miura Nagare Namikawa (seulement dans Shiritsu Justice Gakuen: Nekketsu Seisyun Nikki 2) | Akira Kazama Edge Gan Isurugi Daigo Kazama ★ | Roy Bromwell Tiffany Lords Boman Delgado | Hideo Shimazu Kyoko Minazuki Raizo Imawano ★ Hyo Imawano★ | Sakura Kasugano ★           |

## Musiques
Les musiques de Rival Schools ont été composées par Setsuo Yamamoto. 

Chanson Thème - "Atsuki Kodou" 

Chanson de fin - "Ashita no Yukue" 

Interprétées par : Isao Bitou 

Textes & musique: Takumi Ozawa 

Arrangement: Takayuki Adachi

## Accueil

### Critiques
Dans son test paru en 2010, Jeuxvideo.com lui donne la note de 17/20 et le considère comme une « excellente alternative aux poids lourds du jeu de baston de par son accessibilité, son univers décalé et le fun qu'il procure ». Il trouve que le jeu déçoit cependant sur son aspect graphique, le jugeant « techniquement en retrait par rapport à ses concurrents de l'époque », notamment par rapport à Tekken 3.

## Portage
- PlayStation : 1998
- PlayStation : 1999 au Japon seulement : Shiritsu Justice Gakuen: Nekketsu Seisyun Nikki 2 (私立ジャスティス学園 熱血青春日記2?, Justice Private Academy: Hot-Blooded Youth Diary 2), version remaniée

## Suite
En 2000 sort une suite, Project Justice: Rival Schools 2, sur borne d'arcade Naomi puis Dreamcast.

## Postérité
En 2018, la rédaction du site Den of Geek mentionne le jeu en 23e position d'un top 60 des jeux PlayStation sous-estimés : « Une des sorties les moins remarquées de Capcom, Rival Schools est un excellent exemple de jeu de combat en 3D. ».